# U-478
Unterseeboot 478 foi um submarino alemão do Tipo VIIC, pertencente a Kriegsmarine que atuou durante a Segunda Guerra Mundial.
O U-478 esteve em operação entre os anos de 1943 e 1944, realizando neste período uma patrulha de guerra, na qual não afundou nenhuma navio aliado.
For afundado no dia 30 de junho de 1944 por cargas de profundidade lançadas por uma aeronave canadense Canso e de uma britânica Liberator , causando a morte de todos os 52 tripulantes.

## Comandantes
| Comandante              | Data                                        |
| ----------------------- | ------------------------------------------- |
| Oblt. Rudolf Rademacher | 8 de setembro de 1943 - 30 de junho de 1944 |

## Subordinação
Durante o seu tempo de serviço, esteve subordinado às seguintes flotilhas:
| Período                                    | Flotilha                                  |
| ------------------------------------------ | ----------------------------------------- |
| 8 de setembro de 1943 - 1 de junho de 1944 | 5. Unterseebootsflottille (treinamento)   |
| 1 de junho de 1944 - 30 de junho de 1944   | 3. Unterseebootsflottille (serviço ativo) |

## Coordenadas
1. ↑  em posição 63° 27' N 0° 50' O